# Meltham
Meltham ist eine Kleinstadt und ein civil parish im Metropolitan Borough Kirklees in der Grafschaft West Yorkshire, England. Sie liegt im Holme Valley, unterhalb von Wessenden Moor, viereinhalb Meilen südwestlich von Huddersfield am Rande des Peak District National Park. Die Einwohnerzahl lag 2019 bei 8952.
Das Tal ist seit prähistorischen Zeiten bewohnt und es gibt zwei eisenzeitliche Stätten, die die Stadt überblicken. Zu Meltham gehört auch das kleine Dorf Helme, das eine eigene Schule und Kirche hat. Meltham befindet sich in unmittelbarer Nähe zu mehreren größeren Städten. Bradford ist 14 Meilen nördlich, Leeds ist 19 Meilen nordöstlich, Manchester ist 19 Meilen südwestlich und Sheffield ist 21 Meilen südöstlich.
Die Siedlung war einst ein Zentrum für die Produktion von Seide und Traktoren.

## Persönlichkeiten
- Leonard Praskins (1896–1968), Drehbuchautor